# Psammoecus pallidipennis
Psammoecus pallidipennis es una especie de coleóptero de la familia Silvanidae.

## Distribución geográfica
Habita en Hawái.